# علی‌رضا عاشوری
علیرضا آشوری (زادهٔ اردیبهشت ۱۳۶۶ در تهران) فارغ‌التحصیل مهندسی مکانیک دانشکدهٔ فنی دانشگاه تهران، عضو شورای عمومی انجمن اسلامی دانشجویان دانشگاه تهران سالهای ۱۳۸۴ تا ۱۳۸۸، مسئول فناوری اطلاعات ستاد انتخاباتی میرحسین موسوی، فعال مجازی و نویسندهٔ وبلاگ سپید و سیاه است

## بازداشت
وی که در انتخابات دوره دهم ریاست جمهوری مسئول فناوری اطلاعات ستاد میرحسین موسوی بوده‌است پس از انتخابات ریاست جمهوری دهم به اتهام آنچه خبررسانی رویدادها و تجمعات پس از انتخابات دهم ریاست جمهوری گفته می‌شود در تاریخ سوم تیرماه توسط مرکز بررسی جرائم سازمان یافته سپاه بازداشت می‌شود. وی در تاریخ ۲۳ شهریورماه در پنجمین جلسه دادگاه رسانه‌ای رسیدگی به اتهامات متهمان انقلاب مخملی به همراه عبدالله مؤمنی و ۴ تن از دیگر متهمان محاکمه و به تحمل ۶ سال حبس تعزیری محکوم می‌گردد

## سوابق
راه اندازی جنبش وبلاگی حمایت از میرحسین موسوی،
راه اندازی تلویزیون اینترنتی میرحسین موسوی،
راه اندازی جنبش پیامکی حامیان میرحسین موسوی، مسئول ستاد اجرایی سیاست «هر ایرانی یک ستاد» (میرحسین دات کام)، مجری روابط عمومی و تبلیغات سریال شهرزاد